# NGC 2036
NGC 2036 je otvoreni skup u zviježđu Stolu. 

## Vanjske poveznice
- SEDS: NGC 2036